# Wereldkampioenschappen wielrennen 1997
De wereldkampioenschappen wielrennen 1997 werden gehouden in het Spaanse San Sebastian. Het was niet de eerste maal dat San Sebastian gastheer was van het WK wielrennen. Ook in 1965 werd het wereldkampioenschap gehouden in Donostia, zoals de stad bekendstaat onder de Baskische bevolking.
De wegrit werd gewonnen door Laurent Brochard, een Fransman. De Nederlander Léon van Bon legde beslag op de derde plek. Ook de tijdrit werd een Frans succes, Laurent Jalabert veroverde de titel, voor Serhij Hontsjar en Chris Boardman die respectievelijk tweede en derde werden.

## Uitslagen

### Mannen

#### Mannen elite, weg
| pos.   | renner           | land       |
| ------ | ---------------- | ---------- |
| Goud   | Laurent Brochard | Frankrijk  |
| Zilver | Bo Hamburger     | Denemarken |
| Brons  | Léon van Bon     | Nederland  |

#### Mannen elite, tijdrit
| pos.   | renner           | land                |
| ------ | ---------------- | ------------------- |
| Goud   | Laurent Jalabert | Frankrijk           |
| Zilver | Serhij Hontsjar  | Oekraïne            |
| Brons  | Chris Boardman   | Verenigd Koninkrijk |

### Beloften

#### Mannen beloften, weg
| pos.   | renner            | land       |
| ------ | ----------------- | ---------- |
| Goud   | Kurt-Asle Arvesen | Noorwegen  |
| Zilver | Óscar Freire      | Spanje     |
| Brons  | Gerrit Glomser    | Oostenrijk |

#### Mannen beloften, tijdrit
| pos.   | renner         | land        |
| ------ | -------------- | ----------- |
| Goud   | Fabio Malberti | Italië      |
| Zilver | László Bodrogi | Hongarije   |
| Brons  | David George   | Zuid-Afrika |

### Vrouwen

#### Vrouwen, weg
| pos.   | renner                 | land      |
| ------ | ---------------------- | --------- |
| Goud   | Alessandra Cappellotto | Italië    |
| Zilver | Elisabeth Tadich       | Australië |
| Brons  | Catherine Marsal       | Frankrijk |

#### Vrouwen, tijdrit
| pos.   | renner           | land      |
| ------ | ---------------- | --------- |
| Goud   | Jeannie Longo    | Frankrijk |
| Zilver | Zoelfia Zabirova | Rusland   |
| Brons  | Judith Arndt     | Duitsland |

1921 · 
1922 · 
1923 · 
1924 · 
1925 · 
1926 · 
1927 · 
1928 · 
1929 · 
1930 · 
1931 · 
1932 · 
1933 · 
1934 · 
1935 · 
1936 · 
1937 · 
1938 · 
1946 · 
1947 · 
1948 · 
1949 · 
1950 · 
1951 · 
1952 · 
1953 · 
1954 · 
1955 · 
1956 · 
1957 · 
1958 · 
1959 · 
1960 · 
1961 · 
1962 · 
1963 · 
1964 · 
1965 · 
1966 · 
1967 · 
1968 · 
1969 · 
1970 · 
1971 · 
1972 · 
1973 · 
1974 · 
1975 · 
1976 · 
1977 · 
1978 · 
1979 · 
1980 · 
1981 · 
1982 · 
1983 · 
1984 · 
1985 · 
1986 · 
1987 · 
1988 · 
1989 · 
1990 · 
1991 · 
1992 · 
1993 · 
1994 · 
1995 · 
1996 · 
1997 · 
1998 · 
1999 · 
2000 · 
2001 · 
2002 · 
2003 · 
2004 · 
2005 · 
2006 · 
2007 · 
2008 · 
2009 ·
2010 · 
2011 · 
2012 · 
2013 · 
2014 · 
2015 · 
2016 · 
2017 · 
2018 · 
2019 · 
2020 ·
2021 ·
2022 ·
2023 ·
2024 ·
2025 ·
2026